# Finn Madsen
Finn Madsen (født 15. marts 1948) (Socialdemokratiet) har været borgmester i Odsherred Kommune siden kommunens stiftelse d. 1. januar 2007 og til d. 31. december 2009. Tidligere var han borgmester i Dragsholm Kommune (1990 – 1998 og 2002 – 2006). 